# Domkerk van Vyborg
De Domkerk van Viborg was de belangrijkste kerk van Vyborg en de zetelkerk van het bisdom Vyborg in het toenmalige Groothertogdom Finland en het latere onafhankelijke Finland. De kerk werd gebouwd in 1893 en werd aanvankelijk ter onderscheiding van de oude middeleeuwse domkerk de Nieuwe Kerk genoemd. Toen in 1908 het monument ter ere van Mikael Agricola voor de kerk werd onthuld werd de kerk ook de Agricola Kerk genoemd. 

## Bouw

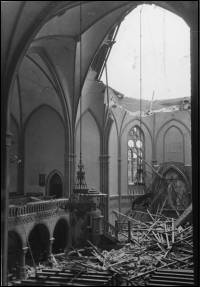
De beschadigde domkerk na het Russische bombardement van 3 februari 1940

In 1881 was de Finse parochie van Vybord verdeeld tussen de stedelijke gemeente en de gemeente van de landelijke omgeving. De oude kerk werd aan de plattelandsgemeente overgelaten, terwijl de stedelijke gemeente behoefte had aan een nieuw gebouw, dat in 1889-1893 door Eduard Dipell in neogotische stijl werd gebouwd. De Nieuwe Kerk werd ingehuldigd op 3 December 1893.
Het kerkgebouw bood 1800 zitplaatsen aan de gelovigen. De gewelven van de kerk waren versierd met beschilderingen van de kunstenaar Lauri Valke. Het altaarstuk werd geschilderd door Pekka Halonen en stelde de Kruisafname voor. De kerk kreeg in 1929 nog een nieuw Rieger-orgel, dat met 76 registers en ruim 4.500 pijpen tot de grootste kerkorgels van Noord-Europa behoorde. 
Tijdens de Winteroorlog werd Vyborg zwaar getroffen door oorlogsgeweld. Op 3 februari 1940 werd het koor van de drieschepige kerk geraakt door een bom. Finland verloor als gevolg van de Vrede van Moskou de stad aan de Sovjet-Unie, maar heroverde in 1941 gedurende de Vervolgoorlog de verloren landsdelen.

## Verwoesting
De domkerk werd door de Russen met de afbraak van de toren, het dak en de bovenste muurdelen verder ontmanteld. Na de herovering van de stad door de Finnen kwam het niet tot de herbouw van de kerk. In 1944 werd de stad opnieuw door de Sovjet-Unie ingenomen en daarmee werd het lot van de domkerk bezegeld. De Russen sloopten na de oorlog de laatste restanten van het gebouw.

## Mogelijke herbouw
Op de plaats van de kerk bevindt zich tegenwoordig een park. Serieuze plannen tot herbouw van de kerk zijn tot heden nog niet verwezenlijkt.